# حميد (بابا امان)
حمید (بالفارسية: حمید) هي قرية تقع في إيران في قسم بابا امان الريفي. يقدر عدد سكانها بـ 650 نسمة بحسب إحصاء 2016.